# Launceston (Tasmània)
Launceston, és una ciutat en el nord de l'estat de Tasmània, Austràlia, amb una població de 103.325 habitants, situada en la confluència dels riu Esk Nord, riu Esk Sud, i el riu Tamar.
És la segona ciutat més gran de Tasmània després de la capital de l'estat Hobart. Fundada per europeus el març de 1806, Launceston és una de les ciutats més antigues d'Austràlia i és la llar de molts edificis històrics. Igual que molts llocs d'Austràlia, porta el nom d'una ciutat del Regne Unit, en aquest cas, Launceston, Cornualla.
Launceston ha estat la llar de diverses fites, com el primer ús d'anestèsic a l'hemisferi sud, la ciutat australiana té claveguerams subterranis i fou la primera ciutat australiana il·luminada per hidroelectricitat. La ciutat té un clima temperat amb quatre estacions ben diferenciades. La temperatura mitjana màxima és de febrer 24.4 ° C i de 12.5 ° C al juliol.